# Günter Meyer (Politiker)
Günter Meyer (* 10. September 1935 in Olsberg) ist ein deutscher Politiker (CDU). Er wirkte unter anderem als Landesgeschäftsführer der CDU in Westfalen-Lippe.

## Leben
Meyer ist katholisch und trat nach dem Abitur 1954 in den Franziskanerorden ein, verließ diesen aber nach knapp drei Jahren wieder. Von 1956 bis 1960 studierte er Klassische Philologie und Philosophie in Münster und von 1962 bis 1965 in Bonn. Im Jahr 1961 heiratete er Brigitte Weller, mit der er vier Kinder bekam. 1961/62 war er stellvertretender Vorsitzender des Verbands Deutscher Studentenschaften, von 1963 bis 1970 Geschäftsführer des Deutschen Studenten Reisedienstes. Nach Staatsexamen und Referendariat wirkte er von 1966 bis 1970 als Geschäftsführer des Deutschen Studenten Reisedienstes gGmbH (DSR).
1970 wechselte Meyer in die CDU-Bundesgeschäftsstelle (Konrad-Adenauer-Haus) und war dort zunächst Abteilungs-, später Hauptabteilungsleiter für Verwaltung, Personal und organisatorische Sonderaufgaben. In dieser Zeit wurde er ein enger Mitarbeiter des damaligen CDU-Generalsekretärs Kurt Biedenkopf, mit dem auch Meyers weitere Karriere eng verknüpft blieb. So machte ihn Biedenkopf 1978 zunächst zum Geschäftsführer des damaligen CDU-Landesverbandes Westfalen-Lippe. Meyer lebte zu dieser Zeit in Dortmund. Nach der Fusion mit dem bisherigen Landesverband Rheinland behielt Meyer 1986 dieses Amt auch im neugegründeten CDU-Landesverband Nordrhein-Westfalen. Als Biedenkopf jedoch 1987 nach innerparteilichem Streit den CDU-Landesvorsitz an Norbert Blüm abgeben musste, quittierte auch Meyer seinen Dienst und ging als Büroleiter der Konrad-Adenauer-Stiftung nach Wien.
Ende 1990 war es wiederum Biedenkopf, der inzwischen Ministerpräsident in Sachsen geworden war und Meyer den Aufbau der Sächsischen Staatskanzlei übertrug. 1992 wurde Meyer zunächst im Range eines Staatssekretärs auch formell zum Chef der Staatskanzlei ernannt und 1995 schließlich zum Staatsminister erhoben. 1997 wechselte er im Rahmen einer Kabinettsumbildung auf den Posten des Bevollmächtigten der sächsischen Landesregierung für Bundes- und Europaangelegenheiten, bevor Meyer nach dem plötzlichen Tod von Hans-Werner Wagner in der Zeit von September 1998 bis Oktober 1999 nochmals die Funktion des Chefs der Staatskanzlei übernahm. Nach den Landtagswahlen von 1999 schied Meyer aus der Politik aus.
Er ist Mitglied der katholischen Studentenverbindung KStV Germania Münster.

## Auszeichnungen
- Großes Bundesverdienstkreuz (1999)
- Großes Goldenes Ehrenzeichen für Verdienste um die Republik Österreich (1999)[1]
- Sächsischer Verdienstorden (2002)[2]